# جاي واي جاي
جاي واي جاي (JYJ) هي فرقة فتيان كورية جنوبية، شكلها جاي جنغ، يوتشون، وجونسو، في عام 2010، الثلاثة هم أعضاء سابقون في فرقة تي في أكس كيو. اسم الفرقة مأخوذ من الحروف الأولى لكل أسماء الأعضاء. الثلاثي تديره سي-جيس إنترتينمنت.
في أبريل 2010، اصدروا تسجيلهم لظهور لأول مرة، بأسطوانة مطولة باليابانية تحت عنوان The...، التي تصدرت مخطط أوريكون للألبومات ‏ الياباني. إصدارتهم اللاحقة، تتضمن ألبوم لظهور العالمي، 2010 The Beginning ‏ وألبومهم الاستديو الثاني هو أول ألبوم كوري مكتمل، In Heaven ‏ 2011، ظهر بالمركز الأول على مخطط غاون للألبوم الكوري.

## الأعضاء
- كم جاي جنغ (توقف من 31 مارس 2015 إلى 30 ديسمبر 2016، بسبب الخدمة العسكرية)
- باك  يوتشون (توقف من 27 أغسطس 2015، بسبب الخدمة العسكرية )
- كم جونسو (توقف من 9 فبراير 2017، بسبب الخدمة العسكرية )

## وصلات خارجية
- جاي واي جاي على موقع ميوزك برينز (الإنجليزية)
- جاي واي جاي على موقع ديسكوغز (الإنجليزية)
- الموقع الرسمي
- الموقع الرسمي